# 梅山溫泉
23°17′36″N 120°50′20″E / 23.2934418°N 120.8388901°E
梅山溫泉位於臺灣高雄市桃源區梅山里，共有三處湧出位置，分布於荖濃溪支流的溪谷中，東西兩側分別是新望領斷層和唯金溪橋斷層。依地質分類，屬於台灣中央山脈板岩區的變質岩溫泉，因為交通不易，保持良好的野溪溫泉風貌。

## 泉質
梅山溫泉水溫約75℃，不同出露點也有測得約40℃，酸鹼值約pH6.9，含碳酸氫根離子約1303-1358ppm，鈉離子約682-819ppm，屬於中性碳酸氫鈉泉，溫泉出露處旁的岩石上，可觀察到碳酸鹽類沉積的現象。

## 交通
位於台20線南橫公路附近的梅山溫泉並非一般大眾可到的觀光溫泉，通往溫泉方向的坡度落差大，原本為管制區，禁止遊客接近，之後已開放入山證的申請，可將交通工具停放於梅山吊橋附近，進入梅山溫泉須準備至少30公尺拋棄繩2條等攀岩工具。